# Rangitikei District

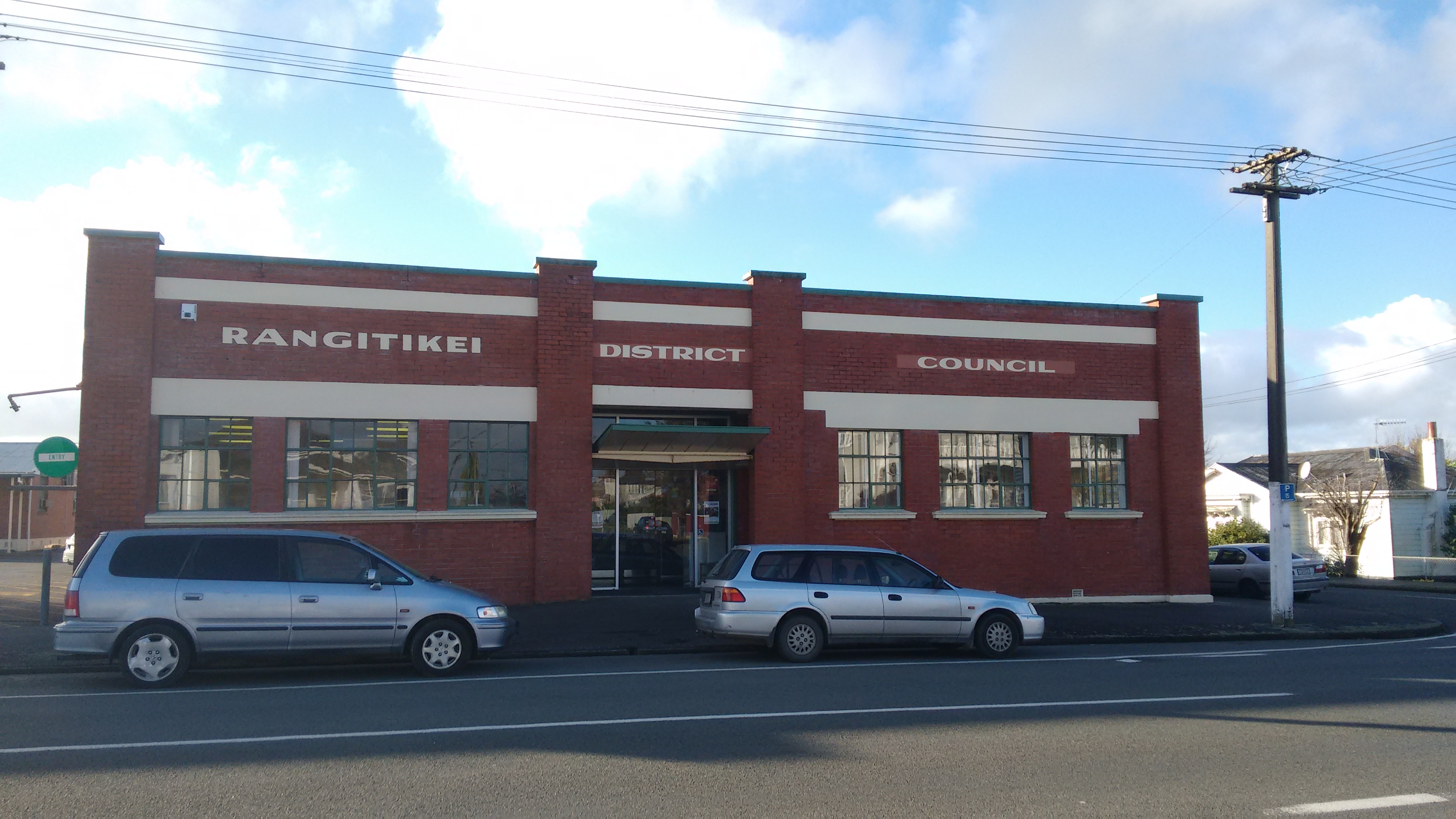
Gebäude des Rangitikei District Council in Marton

Der Rangitikei District ist eine größtenteils zur Region Manawatū-Whanganui gehörende Verwaltungseinheit in Neuseeland. Der Rat des Districts, Rangitikei District Council (Distriktrat) genannt, hat seinen Sitz in der Stadt Marton, ebenso wie die Verwaltung des Distrikts.

## Geographie

### Geographische Lage
Der Distrikt stellt mit 4484 km² reiner Landfläche den zweitgrößten Distrikt in der Region Manawatū-Whanganui dar. Mit 14.019 im Jahr 2013 gezählten Einwohnern kommt der Distrikt auf eine Bevölkerungsdichte von 3,1 Einwohner pro km² und ist damit der Distrikt mit der zweitgeringsten Bevölkerungsdichte in der Region.
Im Westen des Rangitikei District grenzt der Whanganui District an, im Norden der Ruapehu District und der Taupō District, im Osten der Hastings District und der Central Hawke’s Bay District, die beide zur Region Hawke’s Bay gehören, und im Süden tut dies der Manawatu District. Die südwestliche Grenze bildet die Küstenlinie zur Tasmansee.
Der Distrikt erstreckt sich in nordöstlicher Richtung über eine Entfernung von rund 160 km und gehört damit zu den Distrikten mit der längsten Ausdehnung. Während der Südwesten des Distrikts in einer Ebene liegt, reicht der Nordosten in die Bergketten der Ruahine Range und der Kaweka Range hinein. Der längste Fluss des Distrikts, der Rangitīkei River erstreckt sich über rund 185 km Länge und entspringt in den westlichen Ausläufern der Ruahine Range.
Größte Stadt des Distrikts ist die rund 4750 Einwohner zählende Kleinstadt Marton, gefolgt von Taihape mit rund 2000 und Bulls mit rund 1750 Einwohnern.

### Klima
Das Klima des Distrikts gilt als gemäßigt mit einigen wenigen Extremen. Die bevorzugten nordwestlichen Winde bringen kühlere Seewinde im Sommer und milde im Winter. Die durchschnittlichen Tagestemperaturen liegen in den unteren 20er graden. Die Winter sind mild in den Küstenregionen und bringen mehr Kälte, je mehr man ins Landesinnere vordringt. In den Bergen gibt es oft Frost und Schneefälle ab Höhenlagen von 400 m aufwärts. Die Niederschläge gelten als moderat und die Sonnenstunden liegen durchschnittlich oberhalb von 2000 Stunden pro Jahr.

## Geschichte
Die Gegend wurde ursprünglich von dem Māori-Stamm der Ngāti Apa, die von dem Aotea Waka abstammen, besiedelt. Im 19. Jahrhundert kam der Stamm unter dem Einfluss der Ngāti Toa und der Ngāti Raukawa. Die ersten Siedler kamen in den 1840er Jahren und zum Ende des Jahrzehnts kaufte die Regierung die ersten größeren Ländereien von den Māori und verkauften sie an die Siedler. 1868 wurde die erste Kutschenverbindung von Marton nach Wellington eröffnet, 1878 folgte ersten Eisenbahnverbindungen von Marton nach Turakina, Halcombe und Foxton.
Rangitikei war einer der ersten Counties in Neuseeland, die unter dem Counties Act 1876 gegründet wurden. 1989 wurden im Zuge der Verwaltungsreform die Boroughs Marton und Taihape mit dem Rangitikei County zusammengelegt und der Rangitikei District gegründet.

## Bevölkerung

### Bevölkerungsentwicklung
Von den 14.019 Einwohnern des Distrikts waren 2013 3270 Einwohner Māori-stämmig (23,3 %). Damit lebten 0,5 % der Māori-Bevölkerung des Landes im Rangitikei District. Das durchschnittliche Einkommen in der Bevölkerung lag 2013 bei 25.700 NZ$, gegenüber 28.500 NZ$ im Landesdurchschnitt.

### Herkunft und Sprachen
Die Frage nach der Zugehörigkeit einer ethnischen Gruppe beantworteten in der Volkszählung 2013 80,6 % mit Europäer zu sein, 24,3 % gaben an, Māori-Wurzeln zu haben, 3,9 % kamen von den Inseln des pazifischen Raums und 1,6 % stammten aus Asien (Mehrfachnennungen waren möglich). 10,9 % der Bevölkerung gab an, in Übersee geboren zu sein und 6,4 % der Bevölkerung sprachen Māori, unter den Māori 23,5 %.

## Politik

### Verwaltung
Der Rangitikei District ist seinerseits noch einmal in fünf Wards eingeteilt, dem Marton Ward mit vier Councillors (Ratsmitglieder), dem Taihape Rural Ward mit drei, dem Bulls Ward mit zwei und dem Hunterville Ward Turakina Rural Ward mit jeweils einem Councillor. Zusammen mit dem Mayor (Bürgermeister) bilden sie den District Council (Distriktsrat). Der Bürgermeister und die elf Ratsmitglieder werden alle drei Jahre neu gewählt.

## Infrastruktur

### Verkehr
Verkehrstechnisch angebunden ist der Distrikt durch die New Zealand State Highways 1 und 3, die den Distrikt durchkreuzen, sowie dem North Island Main Trunk Railway, einer Eisenbahnlinie, die von Norden kommend Auckland mit Wellington im Süden der Nordinsel verbindet und direkt durch Marton führt.